# Підгалля
Підгалля (пол. Podhale) — регіон Татр, розташований нижче галь — високогірних пасовищ, де ведеться вівчарство.

## Географія
Підгалля розкинулося у південній Польщі поблизу північного підніжжя Татр у басейні верхнього Дунайця.

## Історія

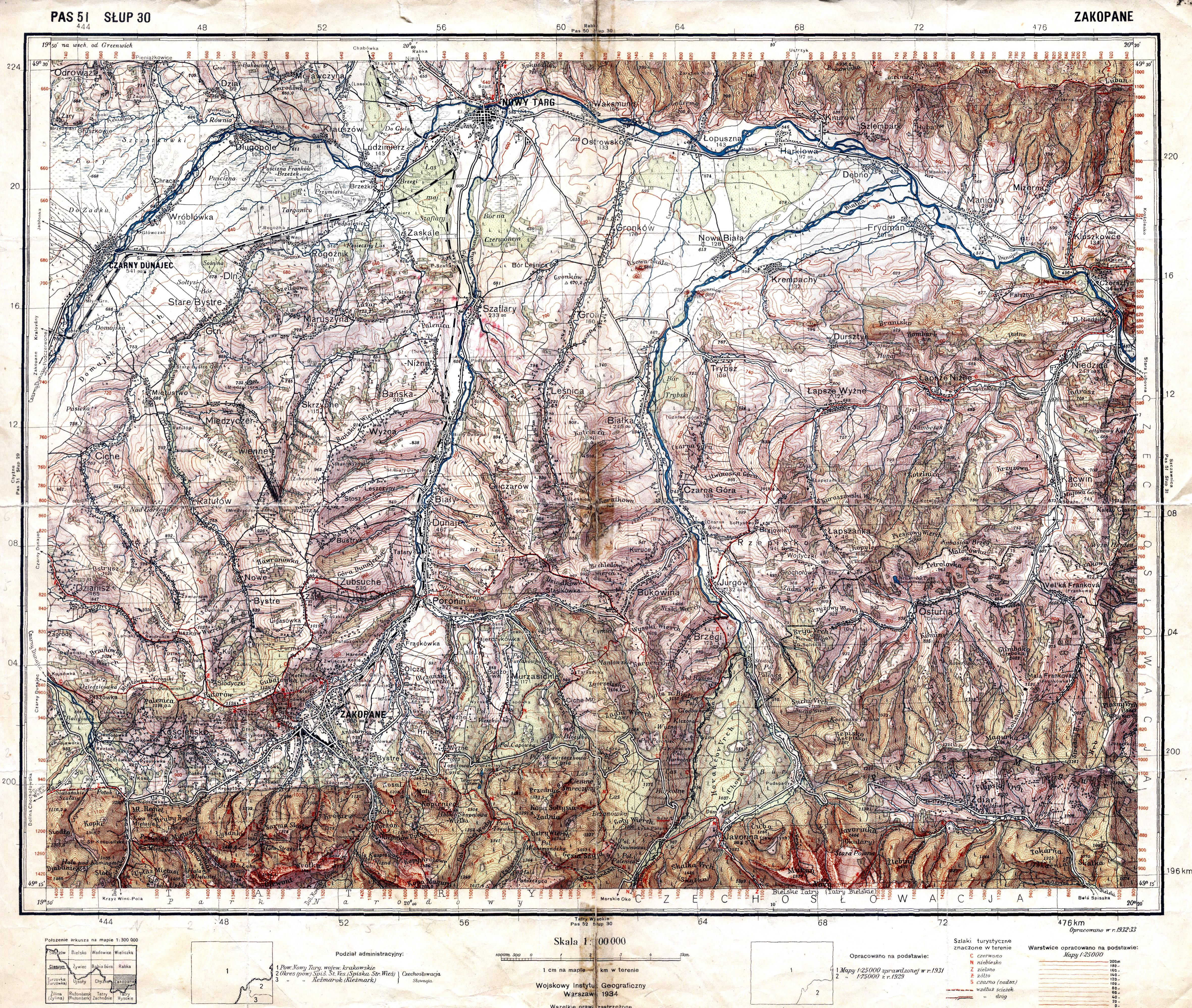
Мапа Підгалля, 1934

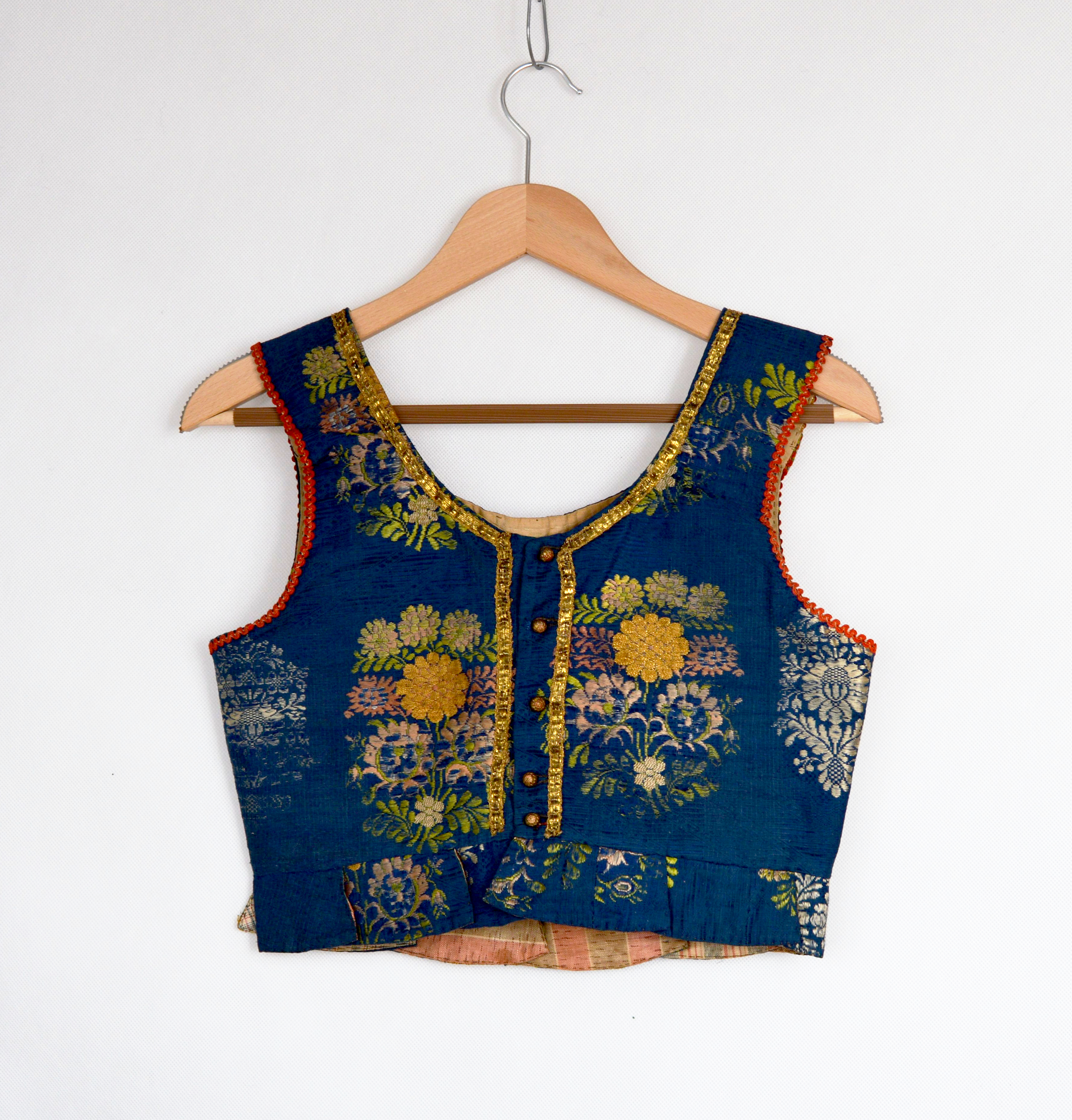
Корсетка з Підгалля

### Головні міста
- Закопане (пол. Zakopane)
- Новий Торг (пол. Nowy Targ)
- Рабка-Здруй (пол. Rabka-Zdrój)[1]

## Населення
Підгалля почало заселятися в ХІІІ ст. Важливу роль у розвитку регіональної спільноти відіграли волохи із Балкан, головним заняттям яких було скотарство.
Підгальські гуралі мають свій власний фольклор — костюми, танці, діалект, народне мистецтво та будівництво.